# 鰍沢
鰍沢（かじかざわ）は古典落語の演目。別題に鰍沢雪の酒宴（かじかざわゆきのしゅえん）、鰍沢雪の夜噺（かじかざわゆきのよばなし）、月の輪お熊（つきのわおくま）。一般に三遊亭圓朝の三題噺とされてきたが、河竹黙阿弥作とする異説もある。また、その黙阿弥による三題噺で、鰍沢二席目（かじかざわにせきめ）という続編がある。
本項では鰍沢二席目についても扱う。

## 概要
一般には三遊亭圓朝による三題噺とされる。東大落語会によれば題は「小室山の御封」「玉子酒」「熊の膏薬」。ただし、「鉄砲」「卵酒」「毒消しの護符」とされる場合もある。また、『落語の鑑賞201』（2002年）によれば、河竹黙阿弥による後半の台本が現存することから黙阿弥作の説があるとしている。
主な演者に4代目橘家圓喬、6代目三遊亭圓生、林家彦六、10代目金原亭馬生らが知られる。

## あらすじ
とある江戸の商人が甲斐は冬の身延山（久遠寺）参りに出たが、その帰り道に大雪に遭い、鰍沢近くで道に迷ってしまった。夜が近づく中で題目を唱えて仏に祈りながら雪の中を進むと偶然にも一軒家を発見し、一晩の宿を頼む。家には場に似つかわしくない妙齢の美女・お熊が一人だけおり、しばし問答の後、彼女は何の構いもできないがと念を押して商人を家に入れる。
家は熊の軟膏売りである猟師のもので、お熊はその妻であるという。囲炉裏で冷えた身体を温めながら商人は、お熊が吉原遊廓の有名な遊女であったことに気づく。最初は否定した彼女も最終的には認め、胸元の大きな傷を見せながら、この家の主である猟師と心中しようとしたが失敗し、足抜けして逃げてきたことを明かす。そして彼女は江戸に帰ってもここに自分がいたことは秘密にしておいて欲しいと頼み、商人も命の恩人の秘密を守ると答え、さらに謝礼として財布からいくらかの銭を渡す（この際、財布に大金が入っていること、それをお熊が一瞬、ジッと確認する描写が入る）。
お熊は急に優しくなり、卵酒を勧めてくる。下戸である商人は断ろうとするが彼女はしつこく、仕方なく表面を舐めるようにほんの少しだけ飲む。それだけですぐに酔いが回って眠くなり、お熊は奥座敷の布団で寝ることを勧める。商人は道中差しなど荷物を脇に置くと横になり眠る。それを確認したお熊は亭主の寝酒が切れたとして里に買いに出る。
しばらくして主の伝三郎が帰ってくる。彼は女房がいないことに悪態をつきながら、飲み残しの冷めた卵酒を見つける。冷めたにしても変な味がすると文句を言いながらも、それを飲み干したところで、ちょうどお熊が帰ってくる。伝三郎が表戸を開けようとすると身体が痺れてその場に倒れ込む。家に入ってきたお熊は亭主が卵酒を飲み干したことに気づき、あれは奥で寝ている商人を殺して大金を盗むために痺れ薬を入れた卵酒だったと亭主に明かし、嘆く。
2人の会話で目を覚ましていた商人は、お熊の最後の言葉も聞こえており、急いで逃げようとするが、少量とは言え卵酒を口にしていたために身体の自由が効かず、廊下から庭の雪の中に倒れ込んでしまう。その際に、久遠寺の「毒消しの護符」を持っていたことに気づき、雪と共にそれを飲み込むと、身体が動くようになる。商人は道中差しや荷物を取りに部屋に戻るが、その際の物音でお熊に逃げようとしていることがばれる。お熊はお前のせいで亭主は死んだ、と逆恨みし、まだ火が着いている亭主の火縄銃を持って雪中を逃げる商人を追いかける。
地理不案内の夜の雪山で、商人は題目（南無妙法蓮華経）を唱えながら這う這うの体で逃げるが、道がわからず鰍沢の崖に追い込まれてしまう。そこで雪が崩れてそのまま沢に転落するが、運良く岸につないであった筏に落ちる。そして落ちた時の衝撃で筏を係留していた蔓が切れ、川を下りだす。それでもなお、お熊は諦めず商人を狙って銃を撃ち、弾はそれるも筏はバラバラになって、商人はただ一本の丸太（材木）にしがみ付いてとにかく題目を唱える。
そのうち商人は、お熊の姿が見えないところまで流れ、窮地を脱したことを確認して言う。
「この大難を逃れたも、お祖師様のご利益。おザイモク（お題目）で助かった」

## 鰍沢二席目
河竹黙阿弥の作で、鰍沢の続きが作られている。別名に晦日の月の輪（みそかのつきのわ）。これも三題噺であり、題は「花火」「後家」「峠茶屋」。
鰍沢ではお熊の亭主・伝三郎の死は曖昧だが、本話では生きていたことになっている。

### あらすじ（鰍沢二席目）
新潟の荒物屋の息子・宗二郎と江戸生まれの後家・お花が駆け落ちした。2人は善光寺に向かい、その途中の明神峠でお花が癪に苦しむのでそこにある茶屋で休むことにした。すると宗二郎は鉄砲で撃たれ死ぬ。実は、お花の正体はお熊であり、鉄砲の主は、生きていた彼女の亭主・伝三郎であった。2人は、お熊が金を持った男をたらしこみ、そのまま人がいない明神峠の茶屋まで連れてきたところを伝三郎が殺して、その金品を奪うという強盗を繰り返しており、既に7人が餌食となっていた。
今回も上手く言ったと2人が喜ぶ中で、宗二郎の幽霊が現れる。さらに突然の雨の中を茶屋に雨宿りで飛び込んできたのは、鰍沢でお熊に殺されかけた商人であった。商人は相手がお熊とわかると恨みを晴らすべく打ちかかる。幽霊と商人に敵わないと思った2人は逃げ出すものの谷間の崖から転落してしまう。
「南無三、二人ははるかの谷へ・・・」と語ってオチとなるが、その後に以下の文句が続く。

## エピソード
- 4代目橘家圓喬が得意としていたとされ、若き日にその口演に遭遇した落語家や評論家により、下記の証言が残されている。
  - 8代目桂文楽「耳にこびりついているから、演（や）れったてとても出来はしませんよ」「急流のところでは本当に激しい水の流れが見え、筏（いかだ）が一本になってしまうのも見えた」[要出典]
  - 5代目古今亭志ん生「さっきまで晴れていたのが雨音がする。『困ったな』と思ってたら師匠が鰍沢の急流を演ってた」[要出典]
  - 小島政二郎「（胴巻の金を見つけ）それを見逃すおくまではない。じろりと見る流し眼のよさ。凄さ」[要出典]
- 6代目圓生も、圓喬の「鰍沢」をかなり意識し、「（金を見つめるお熊の一瞥が）眼目です」と述べ、また「自身の腕をどこまでできるか試すために演じている」とも述べている[要出典]。
- 幽霊による復讐劇として翻案されたテレビドラマ「怪談・鰍沢」が、『日本名作怪談劇場』（1979年）の1作として放映されている[5]。
- 古谷三敏の漫画『寄席芸人伝』第1話「写実の左楽」で、この話の主人公である落語家が『鰍沢』を写実に徹して演じるために苦心する様子が描かれる[6]。